# Severstal
Severstal (ruso: Северсталь, "Acero del norte") es una compañía rusa que opera en el sector del acero y la minería, con sede en la ciudad norteña de Cherepovets. Los títulos de Severstal se negocian en el Russian Trading System (RTS) y en el London Stock Exchange (LSE). El objetivo de Severstal es convertirse en líder en la creación de valor; como tal es la mayor compañía sederúrgica en Rusia según la clasificación de 2008 del Metal Bulletin. La mayoría de las acciones de la compañía pertenecen a Alexey Mordashov. Sus mayores activos se encuentran en Rusia, Ucrania, Kazajistán, Francia, Italia, Estados Unidos y África. Severstal dispone de explotaciones mineras en Rusia y Estados Unidos, asegurándose el suministro de materias primas para la producción de artículos metálicos. Severstal se ofreció como "caballero blanco" para fusionarse con Arcelor, previniendo una adquisición de Arcelor por Mittal, pero el acuerdo con Arcelor fue suspendido tras las críticas en el consejo de administración de Arcelor. Finalmente Arcelor se fusionó con Mittal el 25 de junio de 2006 para crear Arcelor Mittal.
Severstal da nombre a un club de la Super Liga Rusa de hockey sobre hielo, el Severstal Cherepovets.
En 2023 tuvo una producción de acero de 11.3 millones de toneladas.

## Historia
Durante los primeros años de la década de 1930, se descubrió mineral de hierro en la península de Kola y carbón en Pechora. La producción de acero se hacía posible en el noroeste de Rusia. En 1940 el gobierno de la Unión Soviética publicó la resolución "Organización de la Producción de Acero en el Noroeste de la URSS", y emplazó una acería en Cherepovets, una ciudad bien situada en el ferrocarril entre 
San Petersburgo-Ekaterinburgo y en el canal del Volga-Báltico.
La construcción se aceleró tras la II Guerra Mundial y a las 3:25 p. m. del 24 de agosto de 1955, la acería de Cherepovets se ponía en marcha. El crecimiento de esta siderurgia creció a buen ritmo durante las siguientes décadas y Cherepovets se convirtió en un importante centro siderúrgico de la Unión Soviética.
El 24 de septiembre de 1993, de acuerdo con el decreto del presidente de la Federación Rusa Boris Yeltsin, el Complejo Estatal del Hierro y del Acero de Cherepovets se convirtió en una compañía privada de cotización pública: Severstal.

## Actividad
La compañía comprende las siguientes divisiones:
"Severstal Acero de Rusia" el mayor productor de acero e incluye: acero, tuberías, artículos metálicos, comercio y distribución. 
"Severstal Recursos" incluye los activos relacionados con la extracción de hierro, carbón y oro en Rusia, CEI, África, Sudamérica y EE. UU. Esta división es la mayor productora de carbón de coque de Rusia y la segunda productora de oro.
"Severstal International" comprende las operaciones en Europa y Norteamérica. El Grupo Lucchini produce acero de alta calidad en Italia y Francia y tiene una red de distribución en Europa. En Estados Unidos, Severstal es el tercer-cuarto mayor productor de acero. Severstal Norte América opera cuatro acería integrales en EE. UU. y también una mini-planta de nueva generación, Severstal Columbus. 
En 2009, Severstal produjo 16.7 millones de toneladas de acero. Los ingresos del grupo fueron de $13.050 millones y el EBITDA fue de $844 millones.

## Subsidiarias
- Severstal Acero de Rusia
  - Segmento Acero
  - Segmento Tuberías
  - Segmento Servicios
  - Segmento Comercio
  - Segmento Scrab Procurement
  - Segmento Artículos metálicos
- Severstal International
  - Severstal North America
    - Severstal Dearborn
    - Severstal Sparrows Point (Maryland, USA)
    - Severstal Wheeling (West Virginia, USA).
    - Severstal Warren (Ohio, USA).
    - Severstal Columbus

  - Lucchini Group
    - Piombino
    - Ascometal
- Severstal Recursos
  - Vorkutaugol
  - Karelsky Okatysh
  - Olenegorskiy minería y planta de procesamiento
  - Segmento Oro
  - PBS Carbón (Pennsylvania, USA)
- Severstal Aviacompany